# Vitaby kyrka
Vitaby kyrka är en kyrkobyggnad i Vitaby kyrkby. Den tillhör Kiviks församling i Lunds stift.

## Kyrkobyggnaden
Kyrkan härstammar från 1100-talet och har använts som försvarsanläggning. På 1200-talet tillkom tornet. Strävpelarna byggdes för att motverka svängningar vid klockringningen. På 1400-talet tillkom vapenhuset och taket fick valv. Kyrkan byggdes till med en korsarm åt norr år 1781. I koret finns kalkmålningar från 1300- och 1400-talen, varav de sistnämnda är utförda av Fjälkingemästaren.

## Inventarier
- Dopfunten tros vara från kyrkans äldsta tid.
- Ett triumfkrucifix från 1200-talet finns fortfarande kvar.
- Predikstolen härstammar från år 1614.
- På 1620-talet installerades altaruppsatsen och den förändrades sen år 1753.

### Orgel
- 1927 byggde Åkerman & Lund, Sundbybergs stad en orgel med 8 stämmor.
- Den nuvarande orgeln byggdes 1987 av A. Mårtenssons Orgelfabrik AB, Lund och är en mekanisk orgel. Fasaden är från 1927 års orgel.

| Huvudverk I     | Svällverk II      | Pedal      | Koppel  |
| Principal 8´    | Rörflöjt 8´       | Subbas 16´ | I/P     |
| Gedackt 8'      | Spillpfeife 4'    | Borduna 8´ | II/P    |
| Oktava 4'       | Flautino 2'       |            | II/I    |
| Traversflöjt 4' | Nasat 1 1/3'      |            | II 4'/P |
| Larigot 2 2/3'  | Dulcian 16'       |            |         |
| Gemshorn 2'     | Crescendosvällare |            |         |
| Ters 1 3/5'     |                   |            |         |